# Katarzyna Zillmann
Katarzyna Zillmann (Toruń, 26 de julio de 1995) es una deportista polaca que compite en remo. Es públicamente lesbiana.
Participó en los Juegos Olímpicos de Tokio 2020, obteniendo una medalla de plata en la prueba de cuatro scull.
Ganó tres medallas en el Campeonato Mundial de Remo entre los años 2017 y 2019, y dos medallas en el Campeonato Europeo de Remo, en los años 2018 y 2020.

## Palmarés internacional
| Juegos Olímpicos   | Juegos Olímpicos          | Juegos Olímpicos  | Juegos Olímpicos |
| Año                | Lugar                     | Medalla           | Prueba           |
| ------------------ | ------------------------- | ----------------- | ---------------- |
| 2020               | Tokio (Japón)             | Medalla de plata  | Cuatro scull     |
| Campeonato Mundial |                           |                   |                  |
| Año                | Lugar                     | Medalla           | Prueba           |
| 2017               | Sarasota (Estados Unidos) | Medalla de plata  | Cuatro scull     |
| 2018               | Plovdiv (Bulgaria)        | Medalla de oro    | Cuatro scull     |
| 2019               | Ottensheim (Austria)      | Medalla de plata  | Cuatro scull     |
| Campeonato Europeo |                           |                   |                  |
| Año                | Lugar                     | Medalla           | Prueba           |
| 2018               | Glasgow (Reino Unido)     | Medalla de oro    | Cuatro scull     |
| 2020               | Poznań (Polonia)          | Medalla de bronce | Cuatro scull     |